# Саралжын (Бирикский сельский округ)
Саралжын (каз. Саралжын) — село в Казталовском районе Западно-Казахстанской области Казахстана. Входит в состав Бирикского сельского округа. Находится примерно в 66 км к юго-западу от села Казталовка. Код КАТО — 274841300.

## Население
В 1999 году население села составляло 218 человек (106 мужчин и 112 женщин). По данным переписи 2009 года, в селе проживало 114 человек (61 мужчина и 53 женщины).